# Patricia Strenius
Patricia Caroline Strenius (Karlskrona, 23 de noviembre de 1989) es una deportista sueca que compite en halterofilia.
Ganó una medalla de bronce en el Campeonato Mundial de Halterofilia de 2021 y tres medallas en el Campeonato Europeo de Halterofilia entre los años 2018 y 2022.
Participó en los Juegos Olímpicos de Tokio 2020, ocupando el cuarto lugar en la categoría de 76 kg.

## Palmarés internacional
| Campeonato Mundial | Campeonato Mundial   | Campeonato Mundial | Campeonato Mundial |
| Año                | Lugar                | Medalla            | Categoría          |
| ------------------ | -------------------- | ------------------ | ------------------ |
| 2021               | Taskent (Uzbekistán) | Medalla de bronce  | 71 kg              |
| Campeonato Europeo |                      |                    |                    |
| Año                | Lugar                | Medalla            | Categoría          |
| 2018               | Bucarest (Rumania)   | Medalla de oro     | 69 kg              |
| 2019               | Batumi (Georgia)     | Medalla de bronce  | 76 kg              |
| 2022               | Tirana (Albania)     | Medalla de oro     | 71 kg              |